# Ватерлоо (округ Грант, Вісконсин)
Ватерлоо (англ. Waterloo) — місто (англ. town) в США, в окрузі Грант штату Вісконсин. Населення — 552 особи (2020).

## Демографія
Згідно з переписом 2010 року, у місті мешкало 550 осіб у 224 домогосподарствах у складі 164 родин. Було 273 помешкання
Расовий склад населення:
| - 99,3 % — білих - 0,7 % — корінних американців |

До двох чи більше рас належало 0,0 %. Частка іспаномовних становила 0,4 % від усіх жителів.
За віковим діапазоном населення розподілялося таким чином: 20,9 % — особи молодші 18 років, 62,4 % — особи у віці 18—64 років, 16,7 % — особи у віці 65 років та старші. Медіана віку мешканця становила 46,7 року. На 100 осіб жіночої статі у місті припадало 117,4 чоловіків;  на 100 жінок у віці від 18 років та старших — 112,2 чоловіків також старших 18 років.
Середній дохід на одне домашнє господарство  становив 60 586 доларів США (медіана — 56 635), а середній дохід на одну сім'ю — 68 012 долари (медіана — 62 679). Медіана доходів становила 50 625 доларів для чоловіків та 30 833 долари для жінок. За межею бідності перебувало 15,7 % осіб, у тому числі 27,1 % дітей у віці до 18 років та 10,5 % осіб у віці 65 років та старших.
Цивільне працевлаштоване населення становило 293 особи. Основні галузі зайнятості: виробництво — 23,2 %, освіта, охорона здоров'я та соціальна допомога — 17,4 %, сільське господарство, лісництво, риболовля — 12,6 %, роздрібна торгівля — 10,9 %.